# Darcy (nome)
Darcy  è un nome proprio di persona inglese maschile e femminile.

## Varianti
- Maschili: Darcey[3], d'Arcy[2]
- Femminili: Darcie[2][3], Darcey[1][2][3], Darci[3]

## Origine e diffusione
Riprende il cognome inglese Darcy, a sua volta derivante dal normanno d'Arcy, il quale in origine indicava una persona proveniente da un luogo di nome Arcy presso La Monche, in Normandia; il toponimo, anticamente scritto Adreci, è di origine ignota. Il primo a portarlo fu Norman d'Adreci, un cavaliere al seguito di Guglielmo il Conquistatore da cui discese una dinastia baronale inglese.
Darcy venne poi adottato in Irlanda per anglicizzare il cognome Ó Dorchaidhe, che significa "discendente di Dorchaidh" (nome, quest'ultimo, basato sull'irlandese dorcha, "scuro").
Il suo utilizzo come nome risale già al XVII secolo, dove era primariamente maschile anche se sono attestati alcuni esempi al femminile; l'uso per le neonate salì vertiginosamente negli anni 1990, grazie alla fama della ballerina britannica Darcey Bussell e al successo della serie televisiva Orgoglio e pregiudizio, tratta dall'omonimo romanzo di Jane Austen, che riporta un personaggio di nome Fitzwilliam Darcy.

## Onomastico
Il nome è adespota, cioè non è portato da alcun santo, pertanto l'onomastico ricade il 1º novembre, giorno di Ognissanti.

## Persone

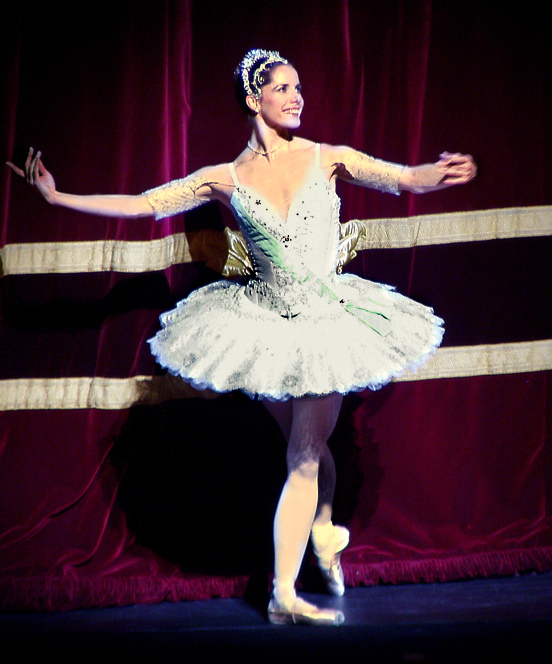
Darcey Bussell

### Maschile
- Darcy Blake, calciatore gallese
- Darcy Dolce Neto, calciatore brasiliano
- Darcy Robinson, hockeista su ghiaccio canadese naturalizzato italiano
- Darcy Silveira dos Santos, vero nome di Canário, calciatore brasiliano

### Varianti femminili
- Darcey Bussell, ballerina britannica
- D'arcy Wretzky, bassista statunitense